# Сент-Джордж (футбольный клуб)
«Сент-Джордж» — эфиопский футбольный клуб из города Аддис-Абеба. Выступает в Премьер лиге Эфиопии. Основан в 1936 году. Домашние матчи проводит на стадионе Аддис Абеба Стэдиум, вмещающем 35 000 зрителей.

## История
Клуб основан греками Аеле Этнашем и Джордж Дукасизом в 1936 году, сразу после оккупации фашистской Италией Эфиопии.
Клуб стал одним из троих основателей Эфиопской премьер-лиги (вместе с Мечалэ и Кей Бахир).

## Достижения
- Премьер-лига Эфиопии: 31 раз

1950, 1966, 1967, 1968, 1971, 1975, 1985, 1986, 1987, 1990, 1991, 1992, 1994, 1995, 1996, 1999, 2000, 2002, 2003, 2005, 2006, 2008, 2009, 2010, 2012, 2014, 2015, 2016, 2017, 2022, 2023
- Кубок Эфиопии: 10 раз

1952, 1953, 1957, 1973, 1974, 1977, 1993, 1999, 2011, 2016
Финалист : 1998
- Суперкубок Эфиопии: 8 раз

1994, 1995, 1996, 2002, 2003, 2005, 2006, 2009

## Международные соревнования
- Лига чемпионов КАФ

1997 — Первый раунд
2000 — Первый раунд
2001 — Первый раунд
2003 — Предварительный раунд
2004 — Первый раунд
2006 — Первый раунд
2007 — Первый раунд
2010 — Предварительный раунд
- Клубный кубок Африки:

1967: Полуфиналист
1968: Первый раунд
1969: Первый раунд
1972: Второй раунд
1976: Первый раунд
1986: Второй раунд
1991: Первый раунд
1992: Предварительный раунд
1993: Предварительный раунд
1996: Второй раунд
- Кубок КАФ

2002 — Второй раунд
- Кубок обладателей Кубков КАФ

1975 — Первый раунд
1978 — Предварительный раунд
1994 — Второй раунд

## Известные игроки
- Тешоме Гету
- Анвар Сирадж
- Фикру Тефера
- Иднекатчев Тессема
- Джеймс Омонди
- Денис Оньянго

## Известные тренеры
- Стюарт Холл
- Джузеппе Доссена
- Март Ной
- Рене Феллер
- Нейдер дос Сантос